# Burg Schlat
Die Burg Schlat ist eine abgegangene Ortsburg in Schlat im Landkreis Göppingen in Baden-Württemberg.

## Geschichte
Spätestens mit Auftreten des Niederadelsgeschlechts von Schlat um 1302 wird von einem Bestehen der Anlage ausgegangen. Die Burg wird erstmals 1338 urkundlich erwähnt, als Niederadlige von Scharenstetten bekannten, dass ein Teil des Grabens um ihre Burg durch den Besitz des Klosters Adelberg gegraben sei. Der Burgenbesitz war zeitweise unter den lokalen Herrschaftskonkurrenten aufgeteilt. Schon 1410 ist in einer Urkunde die Burg nur noch als drutail des Burgstales benannt. Ebenfalls 1584 als Burgstall bezeichnet, sind Reste in der Kieserschen Ortsansicht von 1683 schon nicht mehr eingezeichnet.

## Beschreibung
Die Burg lag auf einem flachen Bergrücken zwischen zwei Bachläufen. Die Erhebung und die Grabenanlagen sind im Gelände erkennbar. Der Burgstall wird als privates Gartengelände genutzt und ist zum Teil überbaut. In der ortshistorischen Literatur zu Schlat wird die Anlage als „befestigter Meierhof“ oder „besseres Bauernhaus“ beschrieben.